# 奔跑吧防彈
奔跑吧防彈（： Dalbanghasuk，Run BTS）是由韓國男子組合防彈少年團出演的韓國網絡綜藝節目。節目每星期播出一次，分別從2015年和2020年起可在V Live及Weverse上觀看。

## 形式
每集內容都以成員參加與該情節主題相關的活動為特色，通常採取遊戲、任務或挑戰的形式，使他們可以獲得獎賞或懲罰。成員需通過組隊或根據個人需要，以團隊的形式來完成任務，有時是以非競爭性活動為特色，例如時裝表演，短劇或戲劇製作。
節目大部分都由一名成員擔任MC主持的，而製作組則協助執行任務。防彈少年團成員中以Jin和SUGA最常擔任MC，成員j-hope、RM和V也曾擔任MC角色。當該集的任務需要全體成員參與，全體成員會成為節目主持人。
節目在第一季的片長為8-15分鐘；由第二季以後，節目片長為20-40分鐘；而從2020年開始，片長大致有30-40分鐘。

## 播放時間
除了組合的回歸活動時期、《防彈歌謠》及《BTS Bon Voyage》播出期間外，節目於每週二晚上9點在免費的BTS V Live頻道播出。
第一季於2015年8月1日至2016年1月5日播出，逢每週二播出。暫別一年後，2017年1月31日播出第二季，同年5月23日的第20集起改為每週播放。第三季由2019年1月1日開始，而在2020年曾停播兩次，分別是播出防彈少年團的紀錄片《Break The Silence》及真人秀節目《BTS In the Soop》。
由2017年開始，每集播出後還會上傳獨家的幕後花絮《BTS+ Behind the Scene》，每週四晚上10點在付費的BTS+ V Live粉絲頻道中上傳，僅限V app CH+會員收看。但從2020年1月16日起，這些花絮已作為獨家訂閱的付費內容，並移至官方粉絲社區平台Weverse上傳。

## 宣傳
防彈少年團首先於2015年2月28日在V Live上傳了兩個影片，宣傳了他們的新綜藝節目。第一個影片在三天內獲得了24.2萬次觀看，第二個獲得了10萬次觀看和8.7萬個讃。

## 集數
| 季數 | 集数 | 集数 | 首播日期      | 首播日期       |
| 季數 | 集数 | 集数 | 首映          | 季终           |
| ---- | ---- | ---- | ------------- | -------------- |
| 1    | 10   | 10   | 2015年8月1日  | 2016年1月5日   |
| 2    | 46   | 46   | 2017年1月31日 | 2018年7月24日  |
| 3    | 99   | 99   | 2019年1月1日  | 2021年10月12日 |

### 第一季 (2015-16)
| 集數 | 標題                                            | 主持人 | 隊伍                                                                   | 首播日期       |
| --- | ----------------------------------------------- | ------ | ---------------------------------------------------------------------- | -------------- |
| 1 | Open                                            | n/a    | n/a                                                                    | 2015年8月1日   |
| 防彈少年團為V app獻上主題曲，介紹新平台和他們自己，並談論他們對該節目的期望。 |                                                 |        |                                                                        |                |
| 2 | 最佳的男子 The Greatest Man                     | n/a    | 個人賽                                                                 | 2015年8月2日   |
| 成員進行各種測試，獲得最高分者成為最棒的男人。首先進行耐心測試，看誰能在被瘙癢同時將嘴裡的水保持最長時間而不會吐出來，結果柾國勝出；然後是性感嘴唇遊戲，看誰的嘴張得最寬，由V獲勝；最後是坐墊版的音樂椅，由柾國勝出，並獲得「最佳的男子」徽章作為他的獎品。 |                                                 |        |                                                                        |                |
| 3 | 主題公園 Theme Park                             | n/a    | n/a                                                                    | 2015年8月18日  |
| 防彈少年團前往遊樂園，並必須在遊樂設施上完成挑戰。 |                                                 |        |                                                                        |                |
| 4 | 30秒閘門 30초 게이트                            | n/a    | 個人賽                                                                 | 2015年9月15日  |
| 成員們在泳池玩三個遊戲：用筷子玩層層疊、將紙鶴展開、將半瓶可樂倒入另一個空瓶子，未能在限時內完成任務的成員必須接受懲罰。Jimin成功完成所有挑戰，被選為當天的MVP。而輸掉的V、SUGA、Jin需喝大蒜汁，j-hope因贏得水上對決，免除處罰。                            |                                                 |        |                                                                        |                |
| 5 | 迎接中秋：100秒運動會 한가위 맞이: 100초 운동회 | n/a    | 防彈少年團．製作組                                                     | 2015年9月29日  |
| 成員進行運動會，要在100秒內接力完成六個項目。結果防彈少年團勝出，製作組需接受飲料懲罰。 |                                                 |        |                                                                        |                |
| 6(Pt. 1) | 短劇：告解聖事 꽁트: 고해성사                   | n/a    | 神父（Jimin）．告解者（V、柾國、j-hope、SUGA）                         | 2015年10月13日 |
| 在短劇中，成員們向神父Jimin懺悔。 |                                                 |        |                                                                        |                |
| 6(Pt. 2) | 短劇：告解聖事 2 꽁트: 고해성사 2               | n/a    | 神父（SUGA）．告解者（Jin、Rap Monster、V）                            | 2015年10月20日 |
| 在短劇中，成員們向神父SUGA懺悔。 |                                                 |        |                                                                        |                |
| 7 | 生存遊戲 서바이벌                               | n/a    | 紅隊（Jin、Rap Monster、V、柾國）．黑隊（SUGA、j-hope、Jimin）         | 2015年11月16日 |
| 進行實尾島特輯，在江原道麟蹄的戶外射擊場玩漆彈射擊，結果紅隊獲勝。 |                                                 |        |                                                                        |                |
| 8 | 尋找寶物 보물찾기                               | n/a    | ATV隊（Jin、SUGA、j-hope、柾國）．步行隊（Rap Monster、Jimin、V）      | 2015年12月15日 |
| 繼續進行實尾島特輯，成員需在山上搜尋旗幟以贏取餐券。原本於上集戶外射擊比賽獲勝隊伍可在比賽時乘坐四驅越野摩托車（ATV）比賽，但因有隊員犯規而改為由猜拳決定。結果除了SUGA和j-hope外，其他成員都取得旗幟而獲得餐券，獎勵及懲罰在第10集進行。                   |                                                 |        |                                                                        |                |
| 9 | 高空彈跳 번지점프                               | n/a    | 個子高隊（Jin、Rap Monster、V、柾國）．正長高隊（SUGA、j-hope、Jimin） | 2015年12月22日 |
| 繼續進行實尾島特輯，成員來到韓國最高的蹦極塔（63米），分組輪流跳蹦極，並需答對敵隊用舞蹈說明的歌曲。所有成員都成功完成挑戰。 |                                                 |        |                                                                        |                |
| 10 | 間諜 스파이                                     | n/a    | n/a                                                                    | 2016年1月5日   |
| 繼續進行實尾島特輯，成員在江原道吃飯，於第8集獲得餐券的成員享用美食，沒有餐券的SUGA和j-hope只有白飯。成員同時要猜測誰是一天的間諜，最後成員錯誤選擇V。而身為間諜的柾國在九個任務中順利完成七個，獲得獎金。                                                  |                                                 |        |                                                                        |                |

### 第二季 (2017-18)
| 集數 | 標題                                                                  | 主持人         | 隊伍                                                                                  | 首播日期       |
| --- | --------------------------------------------------------------------- | -------------- | ------------------------------------------------------------------------------------- | -------------- |
| 11 | 回到學校 Back to school                                               | n/a            | n/a                                                                                   | 2017年1月31日  |
| 以高校為主題演出情景劇，成員抽籤決定角色，SUGA抽中女學生角色，其他成員需吸引女學生注意。 |                                                                       |                |                                                                                       |                |
| 12 | 防彈警局 Cops                                                         | n/a            | 警察（SUGA、Rap Monster、V、柾國）．犯人（Jin、j-hope、Jimin）                        | 2017年2月28日  |
| 成員們演出警察審問犯人不合理罪行的情景劇。 |                                                                       |                |                                                                                       |                |
| 13 | 重新回歸的間諜 (Pt. 1) 다시 돌아온 스파이                             | SUGA           | 哥哥隊（Jin、j-hope、Rap Monster）．弟弟隊（Jimin、V、柾國）                          | 2017年3月7日   |
| 在日山One Mount水上樂園分組進行遊戲，成員必須找出隊伍的間諜。 |                                                                       |                |                                                                                       |                |
| 14 | 重新回歸的間諜 (Pt. 2) 다시 돌아온 스파이                             | SUGA           | 哥哥隊（Jin、j-hope、Rap Monster）．弟弟隊（Jimin、V、柾國）                          | 2017年3月14日  |
| 在水上樂園分組進行遊戲，成員必須找出隊伍的間諜。 |                                                                       |                |                                                                                       |                |
| 15 | 重新回歸的間諜 (Pt. 3) 다시 돌아온 스파이                             | SUGA           | 哥哥隊（Jin、j-hope、Rap Monster）．弟弟隊（Jimin、V、柾國）                          | 2017年3月21日  |
| 在水上樂園分組進行遊戲，成員必須找出隊伍的間諜。最終成員未能成功找出間諜，身份是間諜的Jin獲勝。 |                                                                       |                |                                                                                       |                |
| 16 | 雪地公園冬季奧運會 Snow Park 동계올림픽                               | n/a            | 個人賽                                                                                | 2017年3月28日  |
| 成員參加BTS冬季奧運會。j-hope得分最高獲得金牌，其次是柾國及Jin。 |                                                                       |                |                                                                                       |                |
| 17 | 遊戲廳奧運會 (Pt. 1) 오락실 올림픽                                    | n/a            | 個人賽                                                                                | 2017年4月11日  |
| 成員們到遊戲廳展開遊戲廳奧運會。 |                                                                       |                |                                                                                       |                |
| 18 | 遊戲廳奧運會 (Pt. 2) 오락실 올림픽                                    | n/a            | 個人賽                                                                                | 2017年4月18日  |
| 成員們到遊戲廳展開遊戲廳奧運會，結果Rap Monster獲勝。SUGA整體排名最後需要懲罰，而Jimin則在空中曲棍球比賽中排名最後也要懲罰，而兩人輪流各自在耳邊彈氣球。 |                                                                       |                |                                                                                       |                |
| 19 | 保齡球 스트라이크                                                     | n/a            | 柾國．其餘六位成員（第一輪） Jin、V、柾國．SUGA、j-hope、Rap Monster、Jimin（第二輪） | 2017年5月2日   |
| 成員去打保齡球。第一輪比賽由柾國獲勝，其他成員必須向他行大禮。第二輪比賽則由SUGA、j-hope、Rap Monster、Jimin勝出，Jin、V、柾國必須向他們行大禮及被打屁股。 |                                                                       |                |                                                                                       |                |
| 20 | 韓食大捷 한식 대첩                                                    | Jin            | SUGA隊（SUGA、Jimin、V）．柾國隊（j-hope、Rap Monster、柾國）                         | 2017年5月23日  |
| 成員分組展開料理對決，在一小時內完成各組自選的菜單。最終SUGA隊獲勝，而柾國隊需要清潔廚房作懲罰。 |                                                                       |                |                                                                                       |                |
| 21 | 桌遊對抗賽 보드게임 대항전                                            | n/a            | 芝加隊（SUGA、j-hope、Jimin）．哥隊（Jin、Rap Monster、V、柾國）                      | 2017年5月30日  |
| 成員分組進行桌遊比賽，結果哥隊勝利。Jimin輸掉了UNO遊戲，需接受懲罰。 |                                                                       |                |                                                                                       |                |
| 22 | 中秋大祝祭 한가위 대축제                                              | n/a            | Jin、Jimin．SUGA、V．j-hope、Rap Monster、柾國                                        | 2017年10月3日  |
| 成員穿著韓服、製作松餅、玩韓國傳統遊戲慶祝中秋節。最終由j-hope、Rap Monster和柾國獲勝，而輸掉遊戲的SUGA及V，需隨機吃由成員製作的松餅。 |                                                                       |                |                                                                                       |                |
| 23 | 寵物朋友 펫프렌즈                                                     | j-hope         | 個人賽                                                                                | 2017年10月17日 |
| 成員與小狗配對並進行比賽，看誰可以讓他們的狗去做各種任務。最終由j-hope與小狗Nuri獲勝。 |                                                                       |                |                                                                                       |                |
| 24 | BTS vs 彊屍 BTS vs 좀비                                               | n/a            | A隊（Rap Monster、V、柾國）．B隊（Jin、SUGA）．C隊（j-hope、Jimin）                   | 2017年10月24日 |
| 成員需在愛寶樂園擊退殭屍襲擊的同時，還要經歷障礙路線並解開謎題，為粉絲贏取更多的自由使用券。Jin取得最多自由使用券，獲萬聖節特別飲料作獎勵。 |                                                                       |                |                                                                                       |                |
| 25 | 遊戲王 게임왕                                                         | SUGA           | 藍隊（j-hope、Rap Monster、V）．紅隊（Jin、Jimin、柾國）                              | 2017年10月31日 |
| 成員在PC房分組進行多人電腦遊戲。最終由藍隊勝出，得到夜宵獎勵。Jimin輸掉比賽，需被澆水的情況下唱〈血汗淚〉作懲罰。 |                                                                       |                |                                                                                       |                |
| 26 | 秘密特工 시크릿 에이전트                                              | n/a            | 欸咦隊（SUGA、V）．'B'ingsman隊（Rap Monster、柾國）．金碩珍隊（Jin、j-hope、Jimin）  | 2017年11月7日  |
| 成員分成三隊通過各種測試，從而挑選出最佳的秘密要員隊。結果由金碩珍隊勝出。 |                                                                       |                |                                                                                       |                |
| 27 | 來吧 MT是第一次吧? -1篇- 어서 와 MT는 처음이지? -1편-                 | n/a            | 羅朱隊（SUGA、V）．金碩珍隊（Jin、Rap Monster、柾國）．嗚阿隊（j-hope、Jimin）        | 2017年11月14日 |
| 成員分組展開遊戲比賽以贏取燒烤食物。 |                                                                       |                |                                                                                       |                |
| 28 | 來吧 MT是第一次吧? -2篇- 어서 와 MT는 처음이지? -2편-                 | n/a            | 羅朱隊（SUGA、V）．金碩珍隊（Jin、RM、柾國）．嗚阿隊（j-hope、Jimin）                 | 2017年11月21日 |
| 成員分組唱卡拉OK以贏取燒烤食物。最終所有隊伍獲勝，並享受他們所獲的燒烤美食。 |                                                                       |                |                                                                                       |                |
| 29 | Billboard Hot 100公約：互相做造型 빌보드 Hot 100 공약 서로 코디해주기 | n/a            | n/a                                                                                   | 2017年11月28日 |
| 成員們舉行了一場時裝秀，成員從自己的衣櫥裡挑選衣服，為另一成員配搭造型。 |                                                                       |                |                                                                                       |                |
| 30 | 懷舊的綜藝 -1篇- 추억의 예능 -1편-                                    | SUGA           | 眼鏡隊（RM、V、柾國）．金碩珍隊（Jin、j-hope、Jimin）                                 | 2017年12月5日  |
| 成員們玩韓國綜藝節目中的遊戲。 |                                                                       |                |                                                                                       |                |
| 31 | 懷舊的綜藝 -2篇- 추억의 예능 -2편-                                    | SUGA           | 眼鏡隊（RM、V、柾國）．金碩珍隊（Jin、j-hope、Jimin）                                 | 2017年12月12日 |
| 成員們玩韓國綜藝節目中的遊戲。最終由眼鏡隊勝利，金碩珍隊需在節目拍攝的翌日穿著復古裝出國前往澳門。 |                                                                       |                |                                                                                       |                |
| 32 | 拜托了聖誕老人 산타를 부탁해                                          | n/a            | 個人賽                                                                                | 2017年12月23日 |
| 成員需在限時內找到帶有號碼牌的裝飾品來裝飾聖誕樹，找到連續號碼裝飾品最多的成員勝利。他們同時亦需守護連在身上的氣球，被選為小偷的j-hope會進行間諜任務，並由j-hope取得勝利。 |                                                                       |                |                                                                                       |                |
| 33 | BTS x 守護天使 -1篇- BTS x 마니또 -1편-                               | n/a            | 個人賽                                                                                | 2017年12月26日 |
| 每位成員都有一位守護天使及要對守護天使做的任務，他們必須在遊戲期間秘密完成任務。 |                                                                       |                |                                                                                       |                |
| 34 | BTS x 守護天使 -2篇- BTS x 마니또 -2편-                               | n/a            | 個人賽                                                                                | 2018年1月2日   |
| 每位成員都有一位守護天使及要對守護天使做的任務，他們必須在遊戲期間秘密完成任務。最高分的Jimin勝出，倒數第二的SUGA需在下次拍攝時穿著Jimin的BT21角色Chimmy之服裝，而最後一名的Jin需穿著韓服出國。 |                                                                       |                |                                                                                       |                |
| 35 | 泡菜大捷 김치 대첩                                                    | n/a            | 京畿道（Jin、RM、V）．慶尚道（j-hope、柾國）．全羅道（SUGA、Jimin）                   | 2018年1月9日   |
| 分成三隊分別使用京畿道（辣白菜）、慶尚道（蘿白泡菜、白切肉）及全羅道（蘇子葉泡菜、牛蒡泡菜）的食譜製作泡菜。最終由j-hope和柾國勝出。 |                                                                       |                |                                                                                       |                |
| 36 | 泡菜戰爭 김치 전쟁                                                    | n/a            | 辣白菜隊（Jin、SUGA、RM、V）．蘿白泡菜隊（j-hope、Jimin、柾國）                       | 2018年1月16日  |
| 成員使用上集親自醃製的泡菜來製作新菜料理。最終辣白菜隊勝出，蘿白泡菜隊需清理廚房作懲罰。 |                                                                       |                |                                                                                       |                |
| 37 | 再次回來的防彈大富翁 다시 돌아온 방탄마블                             | n/a            | 個人賽                                                                                | 2018年1月23日  |
| 成員玩升級版的防彈大富翁。結果由Jin勝出，而RM需要到峨嵯山看日出，SUGA則需撰寫讀書報告。 |                                                                       |                |                                                                                       |                |
| 38 | 旋轉吧防彈 돌려라 방탄                                                | n/a            | 希望傳教士隊（SUGA、RM、V）．黃金忙內隊（Jin、Jimin）．櫻桃RM隊（j-hope、柾國）       | 2018年1月30日  |
| 從分組、遊戲順序到懲罰都由轉輪盤決定，進行五個遊戲後，分數最少的隊伍要受懲罰。今集SUGA以Jimin的BT21角色Chimmy服裝登場，作為他第34集的懲罰。結果由黃金忙內隊勝出，希望傳教士隊輸掉，RM在單獨鏡頭時被馬賽克，SUGA在下次拍攝時需穿著Jin的BT21角色RJ服裝，而V需陪同RM一起登上峨嵯山。 |                                                                       |                |                                                                                       |                |
| 39 | 防彈金鐘 -1篇- 방탄 골든벨 -1편-                                      | Jin            | 田柾國隊（RM、V、柾國）．朴閔鄭隊（SUGA、j-hope、Jimin）                              | 2018年2月6日   |
| 參考綜藝節目《明星金鐘》玩各種遊戲。 |                                                                       |                |                                                                                       |                |
| 40 | 新春特輯 -只走福路吧- 설 특집 -복길만 걷자-                           | n/a            | 2018隊（Jin、SUGA、V）．新年隊（j-hope、RM、Jimin、柾國）                             | 2018年2月13日  |
| 成員們進行一系列的韓國新年遊戲。結果新年隊勝出，可以吃到韓式年糕湯。 |                                                                       |                |                                                                                       |                |
| 41 | 防彈金鐘 -2篇- 방탄 골든벨 -2편-                                      | Jin            | 田柾國隊（RM、V、柾國）．朴閔鄭隊（SUGA、j-hope、Jimin）                              | 2018年2月20日  |
| 參考綜藝節目《明星金鐘》玩各種遊戲，並由田柾國隊獲勝，RM猜拳勝出，獲得柾國的桌上電腦。而SUGA因在猜拳中輸掉，需接受大海入水的懲罰。節目結束後，SUGA提交第37集的讀書報告懲罰。 |                                                                       |                |                                                                                       |                |
| 42 | 體育大決鬥 스포츠 대격돌                                              | n/a            | 個人賽                                                                                | 2018年2月27日  |
| 成員以個人賽形式進行障礙賽。結果Jimin獲勝，輸掉的j-hope要接受水炮彈福不福懲罰。 |                                                                       |                |                                                                                       |                |
| 43 | 五感滿足 -1篇- 오감만족 -1편-                                         | n/a            | 個人賽                                                                                | 2018年3月6日   |
| 成員們玩遊戲來測試他們的感官。在節目開始前播出SUGA執行第41集大海入水的懲罰，而在本集則會穿著Jin的BT21角色RJ服裝登場，作為他在第38集的懲罰。 |                                                                       |                |                                                                                       |                |
| 44 | 五感滿足 -2篇- 오감만족 -2편-                                         | n/a            | 個人賽                                                                                | 2018年3月13日  |
| 成員繼續玩遊戲來測試他們的感官。最終由柾國獲勝，輸掉的Jin需在下次拍攝時穿著柾國的BT21角色Cooky服裝。另外Jin在打賭中落敗，要為登山的RM和V做早餐，而分別在第37及38集輸掉的RM和V，他們的日出登山懲罰則在本集結尾時播出。 |                                                                       |                |                                                                                       |                |
| 45 | 防彈咖啡廳 방탄 카페                                                  | n/a            | 個人賽                                                                                | 2018年3月20日  |
| 成員到咖啡店成為一日咖啡師學習沖咖啡，結果Jin獲勝。Jin在本集會穿著柾國的BT21角色Cooky服裝登場，作為第44集的懲罰。 |                                                                       |                |                                                                                       |                |
| 46 | 防彈工坊 방탄 공방                                                    | n/a            | n/a                                                                                   | 2018年3月27日  |
| 成員們學習製作陶瓷。 |                                                                       |                |                                                                                       |                |
| 47 | 守護防彈村莊 -1篇- 방탄 마을을 지켜라 -1편-                           | n/a            | 村民（Jin、j-hope、RM、柾國）．小偷（SUGA、Jimin、V）                                 | 2018年4月3日   |
| 成員玩改良版的黑手黨遊戲，成員充當防彈村莊的村民，在遊戲中推論誰是偽裝村民的小偷來保護城鎮。 |                                                                       |                |                                                                                       |                |
| 48 | 守護防彈村莊 -2篇- 방탄 마을을 지켜라 -2편-                           | n/a            | 村民（Jin、j-hope、RM、柾國）．小偷（SUGA、Jimin、V）                                 | 2018年4月10日  |
| 成員玩改良版的黑手黨遊戲，成員充當防彈村莊的村民，在遊戲中推論誰是偽裝村民的小偷來保護城鎮。最終由小偷獲勝。 |                                                                       |                |                                                                                       |                |
| 49 | 跑彈前夜祭 -1部- 달방 전야제 -1부-                                    | SUGA           | n/a                                                                                   | 2018年4月17日  |
| 慶祝節目播出第50集的前夕，成員回顧節目中高排名的集數及他們最著名的時刻。 I. 觀看次數最多的前5位集數（其後於2018年7月11日起連續八週在Mnet播出觀看次數最多的8集） 1. 第31集「懷舊的綜藝 -2篇-」 2. 第11集「回到學校」 3. 第20集「韓食大捷」 4. 第33集「BTS x 守護天使 -1篇-」 5. 第12集「防彈警局」 II. 點心次數最多的前5位集數 1. 第31集「懷舊的綜藝 -2篇-」 2. 第33集「BTS x 守護天使 -1篇-」 3. 第32集「拜托了聖誕老人」 4. 第34集「BTS x 守護天使 -2篇-」 5. 第35集「泡菜大捷」 |                                                                       |                |                                                                                       |                |
| 50 | 前夜祭 -2部- & 50集特輯 전야제 -2부- & 50회 특집                      | SUGA（前夜祭） | 50集特輯：青蛙隊（V、柾國）．免子隊（Jin、Jimin）．小狗隊（SUGA、j-hope、RM）         | 2018年4月24日  |
| I. 奔跑吧防彈50集前夜祭 -2部-：繼續第50集前夕活動，成員舉行頒獎典禮。 - 機靈鬼部門-撒嬌是日常(賞)：Jimin（獲獎）．SUGA．V（提名） - 體育部門-體質最上(賞)：柾國（獲獎）．RM．Jimin（提名） - 主持部門-所有人的預想(賞)：SUGA（獲獎）．Jin（提名） - 情景劇部門-想像以上(賞)：V（獲獎）．j-hope．柾國（提名） - 料理部門-飯桌(賞)：Jin（獲獎）．j-hope．柾國（提名） - 照顧部門-看作天使的現象(賞)：RM（獲獎）．柾國．Jimin（提名） - 音效部門-Hope(效)果音氣象(賞)：j-hope（獲獎）．Jin．SUGA（提名） - 最佳默契賞：SUGA & V．RM & Jin．j-hope、Jimin & 柾國（獲獎） - 榮譽大賞：BTS（獲獎） II. 50集特輯 -1篇-：為慶祝節目播出50集，成員在遊樂園裡分組執行任務。 |                                                                       |                |                                                                                       |                |
| 51 | 50集特輯 -2部- 50회 특집 -2부-                                        | n/a            | 青蛙隊（V、柾國）．免子隊（Jin、Jimin）．小狗隊（SUGA、j-hope、RM）                   | 2018年5月1日   |
| 為慶祝節目播出50集，成員在遊樂園裡分組執行任務。最後小狗隊獲勝，得到一部便攜式拉麵廚具。 |                                                                       |                |                                                                                       |                |
| 52 | 防彈逃脫 방탄 Escape                                                  | n/a            | 睡夢中的少女隊（Jin、SUGA、V）．汗蒸房兼職隊（j-hope、RM、Jimin、柾國）               | 2018年6月26日  |
| 本集主題為密室逃脫，成員分成兩組在限時內根據房間裡的提示推理出答案，用最短時間逃出房間。結果睡夢中的少女隊獲勝，得到遊戲機手柄。 |                                                                       |                |                                                                                       |                |
| 53 | 防彈郊遊會 -1- 방탄 야유회 -1-                                        | n/a            | n/a                                                                                   | 2018年7月3日   |
| 成員一起去郊遊會，在前往途中與製作組展開對決以爭取零食，並前往購買所需的食品。成員購物後跟製作組打賭，結果Jin和Jimin猜拳輸掉，需徒步到宿舍，而柾國猜拳勝出，成員可獲得冰條。 |                                                                       |                |                                                                                       |                |
| 54 | 防彈郊遊會 -2- 방탄 야유회 -2-                                        | n/a            | 個人賽                                                                                | 2018年7月10日  |
| 成員到達宿舍，在戶外玩網式足球及羽毛球，以贏取額外零食。 |                                                                       |                |                                                                                       |                |
| 55 | 防彈郊遊會 -3- 방탄 야유회 -3-                                        | n/a            | 個人賽                                                                                | 2018年7月17日  |
| 成員玩桌上遊戲，最終j-hope和柾國輸掉遊戲，需負責準備晚餐。 |                                                                       |                |                                                                                       |                |
| 56 | 防彈郊遊會 -4- 방탄 야유회 -4-                                        | n/a            | A隊（RM、Jimin、V）．B隊（Jin、SUGA）．C隊（j-hope、柾國）                            | 2018年7月24日  |
| 成員們晚上分組唱卡拉OK，打賭低分的兩組需要負責洗碗，結果B隊勝出，由其餘兩隊洗碗。在郊遊會的結尾舉辦營火晚會，成員輪流讀出為彼此寫的信。 |                                                                       |                |                                                                                       |                |

### 第三季 (2019-21)
| 集數 | 標題                                         | 主持人 | 隊伍                                                                                   | 首播日期       |
| --- | -------------------------------------------- | ------ | -------------------------------------------------------------------------------------- | -------------- |
| 57 | 防彈廚師 1 방탄 셰프 1                       | n/a    | 95's隊（Jimin、V）．Boxing隊（Jin、柾國）．Rappef隊（SUGA、j-hope、RM）                | 2019年1月1日   |
| 成員成為一日廚師學習做意大利料理，分組在限時內完成指定料理。 |                                              |        |                                                                                        |                |
| 58 | 防彈廚師 2 방탄 셰프 2                       | n/a    | 95's隊（Jimin、V）．Boxing隊（Jin、柾國）．Rappef隊（SUGA、j-hope、RM）                | 2019年1月8日   |
| 成員分組完成意大利料理，並由朴俊雨主廚評分。最終由Rappef隊勝出，95's隊猜拳輸掉，需要清理廚房及沖咖啡。 |                                              |        |                                                                                        |                |
| 59 | 跑彈in酒店 1 달방 in 호텔 1                  | n/a    | Ppa隊（Jin、RM）．Jji隊（Jimin、V）．金碩珍隊（SUGA、j-hope、柾國）                    | 2019年1月15日  |
| 成員在酒店裡分組，玩與他們歌曲有關的遊戲。 |                                              |        |                                                                                        |                |
| 60 | 跑彈in酒店 2 달방 in 호텔 2                  | n/a    | Ppa隊（Jin、RM）．Jji隊（Jimin、V）．金碩珍隊（SUGA、j-hope、柾國）                    | 2019年1月22日  |
| 成員繼續在酒店玩遊戲。最終由金碩珍隊，成員獲得懲罰轉換權作為獎勵，可以將自己將來的懲罰轉給其他人。 |                                              |        |                                                                                        |                |
| 61 | 防彈桑拿 1 방탄 사우나 1                     | n/a    | A隊（j-hope、RM、V、柾國）．金碩珍隊（Jin、SUGA、Jimin）                               | 2019年1月29日  |
| 成員在桑拿房裡玩遊戲。 |                                              |        |                                                                                        |                |
| 62 | 防彈桑拿 2 방탄 사우나 2                     | n/a    | A隊（j-hope、RM、V、柾國）．金碩珍隊（Jin、SUGA、Jimin）                               | 2019年2月5日   |
| 成員繼續在桑拿房裡玩遊戲。最終A隊獲勝，金碩珍隊要接受潑水的懲罰。 |                                              |        |                                                                                        |                |
| 63 | 防彈學校 1 방탄 학교 1                       | SUGA   | 金碩珍隊（Jin、RM、V）．田柾國隊（j-hope、Jimin、柾國）                                | 2019年2月12日  |
| 成員在教室裡投票選出一名班長。柾國獲選班長並獲得好處。 |                                              |        |                                                                                        |                |
| 64 | 防彈學校 2 방탄 학교 2                       | SUGA   | 金碩珍隊（Jin、RM、V）．田柾國隊（j-hope、Jimin、柾國）                                | 2019年2月19日  |
| 續前集主題，成員在音樂課需以手搖鈴完成演奏歌曲，上體育課時需接力完成各樣體育項目。 |                                              |        |                                                                                        |                |
| 65 | 防彈學校 3 방탄 학교 3                       | SUGA   | 金碩珍隊（Jin、RM、V）．田柾國隊（j-hope、Jimin、柾國）                                | 2019年2月26日  |
| 成員在語文課上辯論。最終金碩珍隊勝出，田柾國隊需接受懲罰，SUGA在開始前隨機抽籤中抽到田柾國隊，需一同接受懲罰。柾國在第63集獲選為班長而獲得可選擇一人換組的福利，最後選了Jin轉到田柾國隊，結果田柾國隊、SUGA及Jin五人需在仁川看日落。 |                                              |        |                                                                                        |                |
| 66 | BTS in 漫畫屋 1 BTS in 만화방 1              | n/a    | 防彈少年團．製作組                                                                     | 2019年3月5日   |
| 防彈少年團在漫畫咖啡館裡玩遊戲。 |                                              |        |                                                                                        |                |
| 67 | BTS in 漫畫屋 2 BTS in 만화방 2              | n/a    | 防彈少年團．製作組                                                                     | 2019年3月12日  |
| 成員繼續玩與漫畫有關的遊戲。結果防彈少年團輸掉比賽，但在獎勵遊戲中贏得了20本漫畫書。 |                                              |        |                                                                                        |                |
| 68 | Heart Pang 하트팡                            | n/a    | 金碩珍隊（Jin、RM、柾國）．95’s隊（Jimin、V）．Sope隊（SUGA、j-hope）                  | 2019年3月19日  |
| 防彈少年團在酒店裡玩桌上遊戲Heart Pang。遊戲由SUGA和j-hope勝出，而輸掉的Jimin和V需穿由Jimin設計的衣服回韓國。 |                                              |        |                                                                                        |                |
| 69 | BTS in 多倫多 1 BTS in 토론토 1              | n/a    | 個人賽                                                                                 | 2019年4月30日  |
| 成員在加拿大安大略省的城市多倫多進行兩天一夜的拍攝，首先到尼加拉大瀑布觀光和接受突擊任務。之後在一家韓式燒烤餐廳吃午餐，然後去超市買東西做晚餐。 |                                              |        |                                                                                        |                |
| 70 | BTS in 多倫多 2 BTS in 토론토 2              | n/a    | 個人賽                                                                                 | 2019年5月7日   |
| 在超市購物後，成員們打賭買衣服請客，柾國打賭輸掉需結賬。然後成員們前往公寓及選擇房間，最後SUGA、j-hope和RM一個房間，Jin、Jimin、V和柾國一個房間。 |                                              |        |                                                                                        |                |
| 71 | BTS in 多倫多 3 BTS in 토론토 3              | n/a    | 個人賽                                                                                 | 2019年5月14日  |
| 成員吃晚餐及接受突擊任務，結果倒數一、二名為j-hope和柾國。其後Jimin與j-hope及Jin打賭，結果Jimin全部打賭輸掉，仍要接受第68集懲罰（穿自己設計的衣服回國）、在翌日入湖水（Jin出於友誼一同入水）、給Jin買衣服。倒數第二的柾國要請工作人員吃飯，而原是最後一名的j-hope在打賭中勝出可免除懲罰。翌日，j-hope和柾國因沒有通過起床任務而需要煮早餐，然後到安大略湖觀光並進行Jin和Jimin入湖水的懲罰。 |                                              |        |                                                                                        |                |
| 72 | 防彈和黑手黨 방탄과 마피아                   | n/a    | X-man（j-hope）．Jin、SUGA、RM、Jimin、V、柾國                                         | 2019年5月21日  |
| 作為X-man的j-hope必須讓他的隊伍在黑手黨遊戲中一直輸掉，而其他成員需在j-hope的隱藏攝影機中完成各自的秘密任務。結果所有成員都失敗，需在任務失敗的j-hope和柾國兩人中決定一人接受懲罰。最終j-hope需陪伴Jimin和V穿著Jimin設計的衣服返回韓國。 |                                              |        |                                                                                        |                |
| 73 | 跑彈電視劇 1 달방 드라마 1                   | n/a    | n/a                                                                                    | 2019年5月28日  |
| 在開始拍攝短劇前，通過重演著名電視劇的台詞來測試防彈少年團的演技（Jin：巴黎戀人、SUGA：花樣男子、j-hope：樹大根深、RM：三流之路、Jimin：孤單又燦爛的神－鬼怪、V：擁抱太陽的月亮、柾國：Kill Me Heal Me）。 |                                              |        |                                                                                        |                |
| 74 | 跑彈電視劇 2 달방 드라마 2                   | n/a    | n/a                                                                                    | 2019年6月4日   |
| 防彈少年團嘗試在兩小時內完成短劇的拍攝，並各自分別擔任拍攝人員（Jin：道具、SUGA：零食、j-hope：造型+髮型+化妝、RM：精神護理、Jimin：Stand-by+計時、V：導演、柾國：拍板）。 |                                              |        |                                                                                        |                |
| 75 | 跑彈電視劇 3 달방 드라마 3                   | n/a    | n/a                                                                                    | 2019年6月11日  |
| 成員們在限時間內繼續拍攝短劇。 |                                              |        |                                                                                        |                |
| 76 | 跑彈電視劇 4 달방 드라마 4                   | n/a    | n/a                                                                                    | 2019年6月18日  |
| 防彈少年團結束了最後一幕的拍攝，並播出名為《防彈宿舍（： Dalbanghasuk）》的最終版本短劇。 |                                              |        |                                                                                        |                |
| 77 | 味客 1 맛객 1                                | Jin    | 碩珍金隊（SUGA、RM、柾國）．金碩珍隊（j-hope、Jimin、V）                               | 2019年6月25日  |
| 防彈少年團分組玩多輪猜食物遊戲來贏得午餐。 |                                              |        |                                                                                        |                |
| 78 | 味客 2 맛객 2                                | Jin    | 碩珍金隊（SUGA、RM、柾國）．金碩珍隊（j-hope、Jimin、V）                               | 2019年7月2日   |
| 成員進行與食物有關的最後三輪遊戲，最後由碩珍金隊獲勝，金碩珍隊必須在韓國機場入境時在媒體面前戴兔子帽。 |                                              |        |                                                                                        |                |
| 79 | 007大作戰 1 007 대작전 1                     | n/a    | 個人賽                                                                                 | 2019年7月9日   |
| 防彈少年團搜索隱藏在樂天免稅店內的卡片，可以將卡片換成玩迷你遊戲以贏得紙心的機會，最後擁有最多紙心的成員將獲勝。 |                                              |        |                                                                                        |                |
| 80 | 007大作戰 2 007 대작전 2                     | n/a    | 個人賽                                                                                 | 2019年7月16日  |
| 成員繼續尋找卡片，玩迷你游戲並收集紙心。結果Jin勝出並獲得由樂天免稅店提供價值1.4百萬韓元的禮品卡。 |                                              |        |                                                                                        |                |
| 81 | 防彈VR 1 방탄 VR 1                           | n/a    | V隊（Jimin、V、柾國）．R隊（Jin、SUGA、j-hope、RM）                                    | 2019年7月23日  |
| 防彈少年團分組玩四輪VR遊戲，比賽得分最低的隊伍需受到神秘的懲罰。 |                                              |        |                                                                                        |                |
| 82 | 防彈VR 2 방탄 VR 2                           | n/a    | V隊（Jimin、V、柾國）．R隊（Jin、SUGA、j-hope、RM）                                    | 2019年7月30日  |
| 成員繼續玩VR遊戲，結果由V隊獲勝，SUGA和j-hope猜拳輸掉要接受恐怖的密室逃脫懲罰，但兩人選擇使用從第68集贏得的懲罰轉讓權，最終懲罰分別轉讓到Jin和SUGA。 |                                              |        |                                                                                        |                |
| 83 | 夏季郊遊會 1 여름 야유회 1                   | n/a    | 青葡萄隊（SUGA、Jimin、V、柾國）．Fresh隊（Jin、j-hope、RM）                           | 2019年8月6日   |
| 防彈少年團到加平玩水上活動，打水球及乘坐花生船回答數學問題，而Fresh隊在兩場比賽中均獲勝。 |                                              |        |                                                                                        |                |
| 84 | 夏季郊遊會 2 여름 야유회 2                   | n/a    | 青葡萄隊（SUGA、Jimin、V）．Fresh隊（Jin、RM、柾國）                                   | 2019年8月13日  |
| 成員們在湖上玩休閒遊戲，包括滑水道、定點跳躍、水上障礙賽。j-hope因暈船噁心而暫停拍攝休息，柾國成為Fresh隊一員。青葡萄隊贏得第一局，兩隊都輸了第二局，而第三局則由Fresh隊獲勝。 |                                              |        |                                                                                        |                |
| 85 | 夏季郊遊會 3 여름 야유회 3                   | n/a    | 追擊隊（Jin、SUGA、RM、Jimin、V）．防守隊（柾國）                                      | 2019年8月20日  |
| j-hope因頭暈繼續休息，其他成員進行「打敗柾國」的額外遊戲，柾國與成員以一對五進行對決，最後所有成員獲勝。之後成員乘坐快艇遊覽，而j-hope及怕暈船的SUGA沒有參與，但後來與其他成員一起吃晚飯並交換禮物。 |                                              |        |                                                                                        |                |
| 86 | 韓文日特輯 1 한글날 특집 1                   | n/a    | 個人賽                                                                                 | 2019年10月8日  |
| 為了慶祝韓文日，防彈少年團對韓國傳統單詞和短語進行測驗，並根據其表現被授予了貼紙。 |                                              |        |                                                                                        |                |
| 87 | 韓文日特輯 2 한글날 특집 2                   | n/a    | 個人賽                                                                                 | 2019年10月18日 |
| 成員在首爾文化備蓄基地捉迷藏，搜索隱藏的韓文字母，拼成單詞就可換成貼紙，將貼紙貼在目標成員背上最多的人勝出。 |                                              |        |                                                                                        |                |
| 88 | 韓文日特輯 3 한글날 특집 3                   | n/a    | 個人賽                                                                                 | 2019年10月22日 |
| 成員繼續搜索韓文字母，拼成單詞並換成貼紙，將貼紙貼在各自目標成員背上。最終V獲勝，並獲得一輛小型摩托車作為獎勵。 |                                              |        |                                                                                        |                |
| 89 | 回歸的防彈歌謠 1 돌아온 방탄가요 1           | n/a    | 金碩珍隊（Jin、SUGA、V）．j-hope隊（j-hope、RM、Jimin、柾國）                          | 2019年11月5日  |
| 與之前的節目《防彈歌謠》一樣，防彈少年團進行與歌曲相關的遊戲。j-hope隊贏得了前兩輪比賽。 |                                              |        |                                                                                        |                |
| 90 | 回歸的防彈歌謠 2 돌아온 방탄가요 2           | n/a    | 金碩珍隊（Jin、SUGA、V）．j-hope隊（j-hope、RM、Jimin、柾國）                          | 2019年11月12日 |
| 成員繼續進行與歌曲相關的遊戲，最終由j-hope隊獲勝。V在復活賽勝出，可轄免懲罰，而Jin和SUGA必須在韓國機場戴兔子帽入境。 |                                              |        |                                                                                        |                |
| 91 | 迷你金鐘 1 미니 골든 벨 1                    | V      | 個人賽                                                                                 | 2020年1月14日  |
| 成員以個人賽形式進行遊戲，分數最低的人要接受懲罰。Jin和Jimin贏得第一場比賽。 |                                              |        |                                                                                        |                |
| 92 | 迷你金鐘 2 미니 골든 벨 2                    | V      | 個人賽                                                                                 | 2020年1月21日  |
| 成員繼續以個人賽形式進行遊戲。最後j-hope因分數最低輸掉，需要在倫敦橋上跳舞一分鐘。而作為MC的特權，V被授予了將來在受到懲罰時可以帶另一位成員陪伴的能力。 |                                              |        |                                                                                        |                |
| 93 | BTS大富翁 1 BTS 마블 1                       | n/a    | 黃隊（SUGA、j-hope、Jimin、柾國）．藍隊（Jin、RM、V）                                  | 2020年1月28日  |
| 防彈少年團分成兩組玩大富翁。 |                                              |        |                                                                                        |                |
| 94 | BTS大富翁 2 BTS 마블 2                       | n/a    | 黃隊（SUGA、j-hope、Jimin、柾國）．藍隊（Jin、RM、V）                                  | 2020年2月4日   |
| 成員繼續玩大富翁，結果由藍隊獲勝。由於當時倫敦天氣不佳，j-hope未能在倫敦橋進行跳舞懲罰，改為與Jin和SUGA回到韓國機場時戴向日葵頭飾，分別為他們在第90及92集的懲罰，懲罰片段在節目最後播出。 |                                              |        |                                                                                        |                |
| 95 | 防彈啊玩吧 1 방탄아 놀자 1                   | Jin    | 個人賽                                                                                 | 2020年3月10日  |
| 防彈少年團玩童年時流行的遊戲及吃童年時代的零食。 |                                              |        |                                                                                        |                |
| 96 | 防彈啊玩吧 2 방탄아 놀자 2                   | Jin    | 個人賽                                                                                 | 2020年3月17日  |
| 成員們繼續玩童年時流行的遊戲，結果由Jimin獲勝，獲得焦糖餅零食。 |                                              |        |                                                                                        |                |
| 97 | 睡衣派對 1 파자마 파티 1                     | n/a    | n/a                                                                                    | 2020年3月24日  |
| 防彈少年團在睡衣派對上玩各種遊戲。Jimin因為最後一個換好衣服而要被罰。 |                                              |        |                                                                                        |                |
| 98 | 睡衣派對 2 파자마 파티 2                     | n/a    | n/a                                                                                    | 2020年3月31日  |
| 成員們繼續在睡衣派對上玩各種遊戲。最後由Jin勝出，而排名最後的RM需與Jimin一起受罰，兩人需穿著睡褲及橡膠鞋進行下次錄影。 |                                              |        |                                                                                        |                |
| 99 | 花藝師 플로리스트                            | n/a    | 玻璃球（Jimin）．花束（j-hope、柾國）．花冠（Jin、RM）．花環（SUGA、V）                | 2020年4月7日   |
| 防彈少年團成為一日花藝師，由花藝老師介紹每位成員的誕生花，並教他們製作胸花，然後成員們創作自己設計的各種插花。 |                                              |        |                                                                                        |                |
| 100 | 100集特輯 1 100회 특집 1                     | n/a    | 百珍（SUGA、j-hope、RM）．碩百（Jin、Jimin、V、柾國）                                  | 2020年4月14日  |
| 為了慶祝節目第100集，防彈少年團在過去集數中挑選有趣和喜歡的主題進行升級版。首先，成員對以前的集數進行測驗，勝者可選擇其隊伍成員。 |                                              |        |                                                                                        |                |
| 101 | 100集特輯 2 100회 특집 2                     | n/a    | 百珍隊（SUGA、j-hope、RM）．碩百隊（Jin、Jimin、V、柾國）                              | 2020年4月21日  |
| 為了慶祝節目第100集，防彈少年團繼續在過去集數的主題進行升級版，結果由碩百隊勝出。 |                                              |        |                                                                                        |                |
| 102 | 阿凡達料理王 1 아바타 요리왕 1               | j-hope | 金碩贏隊（Jin、V、柾國）．金碩珍隊（SUGA、RM、Jimin）                                  | 2020年4月28日  |
| 按擅長料理的Jin和SUGA分成兩組，在房間觀看並指示隊成員烹飪食物，而負責做料理和傳達隊長指示的成員需每兩分鐘交換角色，在限時內完成料理。 |                                              |        |                                                                                        |                |
| 103 | 阿凡達料理王 2 아바타 요리왕 2               | j-hope | 金碩贏隊（Jin、V、柾國）．金碩珍隊（SUGA、RM、Jimin）                                  | 2020年5月5日   |
| 成員繼續分組進行料理對決，由Jin和SUGA指示成員烹飪食物，做料理和傳達隊指示的成員需每兩分鐘交換角色，在限時內完成料理。最後由金碩贏隊獲勝，而金碩珍隊被罰到峨嵯山看日出。 |                                              |        |                                                                                        |                |
| - | 生存遊戲 導演剪輯版 서바이벌 Director's cut  | n/a    | 百珍隊（SUGA、j-hope、RM）．碩百隊（Jin、Jimin、V、柾國）                              | 2020年5月29日  |
| 播出第101集的《100集特輯 2》中，成員玩生存遊戲的未播放片段。 |                                              |        |                                                                                        |                |
| 104 | 跑彈攝影展 1 달방 사진전 1                   | n/a    | 個人賽                                                                                 | 2020年6月16日  |
| 每位成員由重新製作衣服、化妝、髮型、到拍攝照片，皆由成員親自製作，通過抽籤決定穿著的衣服，並分成個人、小組和團體拍攝。然後通過投票選出最佳照片，獲獎者將贏得獎品。SUGA於搶座墊遊戲中勝出，可優先選擇服裝。 |                                              |        |                                                                                        |                |
| 105 | 跑彈攝影展 2 달방 사진전 2                   | n/a    | 個人賽                                                                                 | 2020年6月23日  |
| 成員完成衣服製作並抽籤決定需穿著的衣服。成員穿著服裝後成為模特，根據指定主題拍攝單人照片。其他成員同時分別擔當不同角色（1位攝影師，1位助手，1位化妝和髮型師，以及3位照片監視器）。 |                                              |        |                                                                                        |                |
| 106 | 跑彈攝影展 3 달방 사진전 3                   | n/a    | 個人賽                                                                                 | 2020年6月30日  |
| 完成各自的照片拍攝後，根據分配的主題繼續進行小組和團體拍攝。之後，成員舉行一次攝影展，並為作品命名和進行說明。結果由攝影師SUGA拍攝模特柾國的照片得最高分，獲勝的SUGA得到由柾國拍攝的Jimin裱框照片。 |                                              |        |                                                                                        |                |
| 107 | 防彈遊戲團 1 방탄게임단 1                    | n/a    | 個人賽                                                                                 | 2020年7月7日   |
| 防彈少年團在電子競技場上玩電子遊戲，通過一系列視頻遊戲互相競爭，優勝者將獲得獎勵。 |                                              |        |                                                                                        |                |
| 108 | 防彈遊戲團 2 방탄게임단 2                    | n/a    | 個人賽                                                                                 | 2020年7月14日  |
| 成員繼續通過一系列視頻遊戲互相競爭。結果由柾國勝出，獲得價值50萬韓元的禮券。 |                                              |        |                                                                                        |                |
| 109 | 跑彈配音 달방 더빙                           | n/a    | n/a                                                                                    | 2020年7月21日  |
| 防彈少年團在配音員安志煥的指導下，嘗試為動畫《獅子王》、《玩具總動員》和《動物方城市》配音。 |                                              |        |                                                                                        |                |
| 110 | 尋找寶物 1 보물을 찾아서 1                   | n/a    | n/a                                                                                    | 2020年7月28日  |
| 成員們在現代汽車工作室一起玩遊戲以獲得尋寶的提示。 |                                              |        |                                                                                        |                |
| 111 | 尋找寶物 2 보물을 찾아서 2                   | n/a    | n/a                                                                                    | 2020年8月4日   |
| 成員獨自尋找隱藏寶物的線索，而寶物是可提早下班回家。Jin是第一位打開寶物，可提早下班的人。 |                                              |        |                                                                                        |                |
| - | 跑彈配音 導演剪輯版 달방 더빙 Director's cut | n/a    | n/a                                                                                    | 2020年8月11日  |
| 第109集《跑彈配音》的擴展版本，防彈少年團成員對在第73-76集中製作的短劇《防彈宿舍（： Dalbanghasuk）》配音。 |                                              |        |                                                                                        |                |
| 112 | 跑彈學校 1 달방 스쿨 1                       | Jin    | V隊（j-hope、RM）．熊隊（SUGA、V）．赫隊（Jimin、柾國）                                | 2020年10月20日 |
| 成員分組進行不同學校科目的比賽，首先進行語言課和美術課的比賽。 |                                              |        |                                                                                        |                |
| 113 | 跑彈學校 2 달방 스쿨 2                       | Jin    | V隊（j-hope、RM）．熊隊（SUGA、V）．赫隊（Jimin、柾國）                                | 2020年10月27日 |
| 成員繼續分組進行不同學校科目的比賽，進行音樂課、中文課和體育課的比賽。最後由V隊獲勝，輸掉的赫隊在下次錄影時必須穿著製作組製作的亮片T裇。而作為MC特權，Jin被授予了在將來受到懲罰時可以帶另一個成員陪伴的能力。 |                                              |        |                                                                                        |                |
| 114 | 聯盟第一 1 리그 오브 넘버원 1                | n/a    | A隊（SUGA、RM、Jimin、Faker、Teddy、Cuzz）．B隊（Jin、j-hope、V、柾國、Canna、Effort） | 2020年11月3日  |
| 防彈少年團和T1成員分組進行友誼賽，首先進行破冰遊戲「I am Ground」和「氣錘遊戲」，然後分組演唱防彈少年團歌曲並以「蒙多躲避球」和「What the box」進行熱身遊戲。 |                                              |        |                                                                                        |                |
| 115 | 聯盟第一 2 리그 오브 넘버원 2                | n/a    | A隊（SUGA、RM、Jimin、Faker、Teddy、Cuzz）．B隊（Jin、j-hope、V、柾國、Canna、Effort） | 2020年11月10日 |
| 防彈少年團和T1成員繼續分組玩電腦遊戲，以「萌萌小人大亂鬥」和「糖豆人」進行對決，最終兩隊平手。 |                                              |        |                                                                                        |                |
| 116 | 團結力特輯 1 단합력 특집 1                   | n/a    | n/a                                                                                    | 2020年11月17日 |
| 為了考驗成員們的團結力，在製作組準備的十六個任務中，只要通過其中五個任務就可下班回家。RM和Jimin穿著睡褲和橡膠鞋進行拍攝，作為兩人第97及98集的懲罰。 |                                              |        |                                                                                        |                |
| 117 | 團結力特輯 2 단합력 특집 2                   | n/a    | n/a                                                                                    | 2020年11月24日 |
| 成員繼續進行團隊合作考驗，在十六個任務中通過其中五個任務，才可下班回家。結果他們完成了五個任務，能夠提早下班回家。 |                                              |        |                                                                                        |                |
| 118 | 照片的故事 1 파자마 파티 1                   | n/a    | 個人賽                                                                                 | 2020年12月1日  |
| 防彈少年團需要在咖啡廳內尋找便箋並根據其指示拍照以獲取分數。他們還需要找到7張鑰匙卡才能打開儲物櫃以獲得更多便箋和分數，而每張鑰匙卡價值10分。作為懲罰，敗者會成為獲勝成員的「精靈」，並要達成對方一個願望。Jimin和柾國穿著亮片T裇拍攝，作為第113集的懲罰。 |                                              |        |                                                                                        |                |
| 119 | 照片的故事 2 플로리스트 2                    | n/a    | 個人賽                                                                                 | 2020年12月8日  |
| 成員繼續尋找便箋並根據其指示拍照以賺取分數。Jin是遊戲的臥底，所有出現Jin身體任何部位的圖片，都會扣除分數。最終由V獲勝，輸掉的柾國須成為「精靈」，並要達成V的一個願望。而成功完成臥底任務的Jin獲得懲罰轉移權。 |                                              |        |                                                                                        |                |
| 120 | 請回答 防彈村莊 1 응답하라 방탄 마을 1       | n/a    | 偵探（Jin）．村民（SUGA、j-hope、Jimin、柾國）．犯人（RM、V）                          | 2020年12月15日 |
| 防彈少年團玩改良版的黑手黨遊戲，背景設置為1900年代的防彈村莊，成員扮演防彈村莊村民，與偵探找出打破Army石碑的犯人。 |                                              |        |                                                                                        |                |
| 121 | 請回答 防彈村莊 2 응답하라 방탄 마을 2       | n/a    | 偵探（Jin）．村民（SUGA、j-hope、Jimin、柾國）．犯人（RM、V）                          | 2020年12月22日 |
| 防彈少年團繼續扮演防彈村莊村民，與偵探找出打破Army石碑的犯人。結果由犯人勝出，而身份是村民的柾國，但由於他在最後能準確猜出犯人的身份，所以可豁免懲罰。 |                                              |        |                                                                                        |                |
| 122 | 逆阿凡達主廚 1 역 아바타 셰프 1              | RM     | 阿凡達主廚（Jin、SUGA）．1隊（j-hope、V）．2隊（Jimin、柾國）                          | 2020年12月29日 |
| 進行第102-103集《阿凡達料理王》的「逆向」版本，每隊成員均根據食譜教學視頻向主廚Jin和SUGA進行指示，同時他們在另一房間中監控二人的烹飪進度。 |                                              |        |                                                                                        |                |
| 123 | 逆阿凡達主廚 2 역 아바타 셰프 2              | RM     | 阿凡達主廚（Jin、SUGA）．1隊（j-hope、V）．2隊（Jimin、柾國）                          | 2021年1月5日   |
| 每隊繼續根據食譜教學視頻向主廚Jin和SUGA進行指示，並在限時內完成料理。最後由2隊獲勝，1隊在下次拍攝時必須穿著第118集中出現的同款亮片T裇。而作為MC特權，RM獲得懲罰同行券，將來可以帶一位成員一同接受懲罰的能力。 |                                              |        |                                                                                        |                |
| 124 | PD作家篇 PD작가편                            | n/a    | n/a                                                                                    | 2021年1月12日  |
| 防彈少年團成員們成為節目的一日PD作家，為節目的內容主題提出想法。在第一次小組會議上，各人寫下想法後，輪流介紹他們的想法。在第二次會議上，成員則根據上次會議上的想法來製定一項短期和一項長期項目的計劃。 |                                              |        |                                                                                        |                |
| 125 | K-ham特輯 K-햄 특집                          | n/a    | 第1組（j-hope、RM、柾國）．第2組（Jin、Jimin、V）                                      | 2021年1月19日  |
| 韓國大廚白種元擔任本集嘉賓，與防彈少年團合作推廣韓國豬肉。成員分成三人一組，並使用「K-ham」（罐頭火腿）進行料理對決，獲勝隊伍可每人分別獲得刻有白種元名字的刀。第1組煮土豆豬肉湯，第2組則煮拉麵、火腿和米飯。結果白種元宣佈兩隊均獲勝，並向七名成員送上刀。而白種元也向成員展示製作火腿炒飯的方法作為回報。 本集的精簡版亦會於2021年1月28日，白種元的真人秀節目SBS《美味的廣場》的第59集中播出。 |                                              |        |                                                                                        |                |
| 126 | 777 Lucky Seven 1 777 럭키 세븐 1            | n/a    | 個人賽                                                                                 | 2021年1月26日  |
| 由防彈少年團成員於第124集《PD作家篇》中親自策劃的《777 Lucky 7》，準備了14個只能靠運氣獲勝的遊戲，成員們必須通過所有遊戲才能下班。j-hope和V穿著亮片T裇出場，作為他們第123集的懲罰。 |                                              |        |                                                                                        |                |
| 127 | 777 Lucky Seven 2 777 럭키 세븐 2            | n/a    | 個人賽                                                                                 | 2021年2月2日   |
| 成員們繼續挑戰14個只能靠運氣獲勝的遊戲，通過所有遊戲才能下班。結果SUGA率先完成，成為第一位下班成員。 |                                              |        |                                                                                        |                |
| 128 | Hello 2021                                   | n/a    | 個人賽                                                                                 | 2021年2月8日   |
| 成員在室內玩三個遊戲，根據每個遊戲結果，通過福不福隨機接受懲罰。首先是「騙子遊戲」，成員抽出提示語並輪流說明，而騙子需根據說明猜測提示語，各人要從中找出騙子。結果柾國勝出，最低分的Jin需撕氣球上的膠帶作為懲罰。第二個遊戲「吹口琴遊戲」，一位成員用口琴吹奏歌曲的旋律，其他人需猜出歌曲。 結果柾國得最高分，而Jin、RM、Jimin和V最低分，需受打雞蛋懲罰，輪流用手掌拍打蓋住生雞蛋的盒子，可拿起盒子作攻擊或拍打桌子防禦，打破雞蛋者便輸。最後遊戲是「坐墊版的木槿花開了」，成員拖著坐墊移動及抓住SUGA立牌返回起點，在不鬆開坐墊的情況下逃離追家的追捕。 結果RM和V的分數最低，要接受打雞蛋懲罰。 |                                              |        |                                                                                        |                |
| 129 | 長期項目網球 장기 프로젝트 테니스            | n/a    | Jin、SUGA、柾國．j-hope、RM、Jimin、V                                                  | 2021年2月16日  |
| 防彈少年團開始他們的長期項目—網球。前國家隊成員林圭泰]和現國家隊成員权纯雨以特邀教練的身份出演。成員分為兩組，由兩位教練分別教授正手和反手揮拍，然後進行短暫的練習賽，並由Jin、SUGA和柾國獲勝。其後成員在拍攝結束幾週後在網球中心練習。 |                                              |        |                                                                                        |                |
| 130 | 長期項目網球 2 장기 프로젝트 테니스 2        | SUGA   | 個人賽                                                                                 | 2021年2月23日  |
| 金尚均教練在本集作為嘉賓裁判和評述員出演。成員利用最近學習的網球技能，在防彈網球錦標賽中相互競爭。SUGA因接受了肩部手術而沒有參加比賽，他擔任主持人，與金尚均教練一起擔任評述員。結果由Jin贏得比賽，獲得金牌。 成員們在比賽後一同到中餐館吃晚餐慶祝。 |                                              |        |                                                                                        |                |
| 131 | 77分鐘討論 1 77분 토론 1                     | n/a    | 個人賽                                                                                 | 2021年3月2日   |
| 防彈少年團在77分鐘內表按不同主題進行討論。討論共有7個主題，每回合有11分鐘的時間。他們需在各自手掌寫上「奔跑吧防彈」，若成員在討論期間提及禁止詞和做出禁止動作，就會受水炮懲罰。直到討論完結時，手掌上的文字最清晰的成員將獲得酒店贈送的禮券。 |                                              |        |                                                                                        |                |
| 132 | 77分鐘討論 2 77분 토론 2                     | n/a    | 個人賽                                                                                 | 2021年3月9日   |
| 成員繼續就不同主題進行77分鐘的討論。最後由Jimin勝出，獲得酒店贈送的禮券。 |                                              |        |                                                                                        |                |
| 133 | 研修會特輯 1 연수회 특집 1                   | n/a    | 個人賽                                                                                 | 2021年3月16日  |
| 防彈少年團進行三個項目，包括信息搜索王、猜猜我的舞蹈及守護我的物品。在熱身遊戲中，分數前三名的Jin、RM和Jimin，作為福利獲得滑鼠，而最後一名的柾國則增加超大型鍵盤障礙。首個項目「信息搜索王」，成員通過網絡搜索製作組提問的答案。結果Jimin以取勝，其次是RM獲5分，柾國獲4分，Jin獲2分，j-hope和V各得1分。成員可按獲得的分數點選食物。 |                                              |        |                                                                                        |                |
| 134 | 研修會特輯 2 연수회 특집 2                   | n/a    | 個人賽                                                                                 | 2021年3月23日  |
| 成員進行第二個項目「猜猜我的舞蹈」，按製作組的舞蹈說明來猜出歌曲。柾國以15分勝出，其次是獲14分的RM，Jin和Jimin獲11分，j-hope獲4分，而V則獲2分。 |                                              |        |                                                                                        |                |
| 135 | 研修會特輯 3 연수회 특집 3                   | n/a    | 個人賽                                                                                 | 2021年3月30日  |
| 成員進行最後一個項目「守護我的物品」，在限時內。結果柾國和j-hope獲勝。輸掉的Jimin必須為SUGA、RM和自己準備午餐，並一同攀登峨嵯山。 |                                              |        |                                                                                        |                |
| 136 | 綜藝問答秀 1 예능 퀴즈쇼 1                   | n/a    | Jimin和柾國（Jimin、柾國）．1, 2, 3,加油（RM、V）．j-hope長得帥Jin（Jin、j-hope）      | 2021年4月6日   |
| 防彈少年團分成三組進行問答比賽，分別有腦筋急轉彎、傳呼機用語測驗和方言測驗，每隊可根據分數獲得獎品。 |                                              |        |                                                                                        |                |
| 137 | 綜藝問答秀 2 예능 퀴즈쇼 2                   | n/a    | Jimin和柾國（Jimin、柾國）．1, 2, 3,加油（RM、V）．j-hope長得帥Jin（Jin、j-hope）      | 2021年4月13日  |
| 成員分組進行音樂有關的問答比賽，分別有聽1秒猜歌曲、聽翻譯猜歌曲、猜混合歌曲和用身體表達歌詞。最後由j-hope長得帥Jin獲勝，可獲得韓牛套裝。 |                                              |        |                                                                                        |                |
| 138 | 防彈乒乓球教室 1 방탄 탁구 교실 1            | n/a    | 金兄弟（Jin、RM、V）．3J（j-hope、Jimin、柾國）                                        | 2021年4月20日  |
| 防彈少年團分成兩組，在前乒乓球奧運金牌得主柳承敏的指導下，學習球拍握法、正手和反手擊球。 |                                              |        |                                                                                        |                |
| 139 | 防彈乒乓球教室 2 방탄 탁구 교실 2            | n/a    | 個人賽                                                                                 | 2021年4月27日  |
| 成員學習乒乓球後進行比賽，結果由V勝出，而輸掉的Jin需要收拾場地。 |                                              |        |                                                                                        |                |
| 140 | 防彈合作綜藝 1 방탄 콜라보 예능 1            | 羅暎錫 | 個人賽                                                                                 | 2021年5月4日   |
| 節目與綜藝製作人羅暎錫的節目《出差十五夜》合作，防彈少年團挑戰羅暎錫製作之綜藝節目中的經典遊戲。防彈少年團進行第一個的環節是「人物問答」，結果一直失敗，只有原本已提供的泡菜和白飯作午餐。 |                                              |        |                                                                                        |                |
| 141 | 防彈合作綜藝 2 방탄 콜라보 예능 2            | 羅暎錫 | 個人賽                                                                                 | 2021年5月11日  |
| 節目與羅暎錫的節目《出差十五夜》合作，防彈少年團進行音樂問答遊戲，每人基本分數是200分，答對加分但答錯就會倒扣分數。結果第一名的Jimin可抽5次福袋，第二名的RM可抽3次，第三名的j-hope抽1次。 |                                              |        |                                                                                        |                |
| 142 | 夢幻組合 환상의 궁합                         | n/a    | 白菜組（Jin、V、柾國）．蔥組（j-hope、RM、Jimin）                                      | 2021年6月15日  |
| 再次在韓國大廚白種元的指導下，防彈少年團分成兩組，然後做出和辣白菜泡菜及小蔥泡菜比較搭的料理。 |                                              |        |                                                                                        |                |
| 143 | 防彈書本 방탄 북스                           | n/a    | RM、Jimin．Jin、柾國．j-hope、V                                                        | 2021年6月22日  |
| 防彈少年團分成三組創作及繪畫童話，最後由SUGA朗讀童話。 |                                              |        |                                                                                        |                |
| 144 | 跑彈歌謠 달방 가요                           | n/a    | 個人賽                                                                                 | 2021年6月29日  |
| 防彈少年團進行與他們歌曲相關的遊戲。遊戲分為三輪，包括輔音測驗、圖片速度測驗和ARMY選擇的歌曲。最後MVP為V。 |                                              |        |                                                                                        |                |
| 145 | 防彈村莊 朝鮮王朝 1 방탄마을 조선시대 1      | n/a    | 小偷（Jin、SUGA）．市民（j-hope、RM、Jimin、V、柾國）                                  | 2021年8月3日   |
| 防彈少年團在以朝鮮王朝為背景的防彈村莊玩黑手黨-尋寶混合遊戲。成員扮演村裡朝鮮時代的居民，必須找到破碎的ARMY墓碑（第 121 集）缺失部分才能回到2021年。他們必須正確猜測其中誰是試圖分散他們搜索注意力的小偷，並避免被皇家軍隊抓住或受到懲罰。丟失碎片位置的線索隱藏在整個村莊。每個成員還被賦予一個單獨的任務來執行，如果他們成功完成，則可獲得超能力來幫助他們的搜索。比賽有兩輪，最後輸的隊伍會被贏的隊伍鞭打。 |                                              |        |                                                                                        |                |
| 146 | 防彈村莊 朝鮮王朝 2 방탄마을 조선시대 2      | n/a    | 小偷（Jin、SUGA）．市民（j-hope、RM、Jimin、V、柾國）                                  | 2021年8月10日  |
| 成員繼續玩以朝鮮王朝為背景的黑手黨遊戲。在工作人員的提示下，成員成功定位到丟失墓碑的位置並完成了第一輪，可搜索的遊戲區域擴大。第二輪開始，成員們找到更多的線索，並試圖解釋它們的含義。RM推算出他們其中有三個小偷。 |                                              |        |                                                                                        |                |
| 147 | 防彈村莊 朝鮮王朝 3 방탄마을 조선시대 3      | n/a    | 小偷（Jin、SUGA）．市民（j-hope、RM、Jimin、V、柾國）                                  | 2021年8月17日  |
| 成員繼續玩以朝鮮王朝為背景的黑手黨遊戲。他們在其中一個牢房中找到了藏在一個囚徒模特衣服裡的墓碑碎片，並通過審查收集到的線索消除了涉嫌小偷的成員，而Jin、SUGA和V被選為小偷嫌疑人。經過長時間的商議，j-hope、RM、Jimin、及柾國成功舉起墓碑，重返2021年。身份為小偷的Jin和SUGA分別被V和柾國用粗木棒打屁股。 |                                              |        |                                                                                        |                |
| 148 | 防彈室內裝修 1 방탄 인테리어 1               | n/a    | Jin隊（Jin、j-hope、RM、V）．SUGA隊（SUGA、Jimin、柾國）                               | 2021年8月24日  |
| 防彈少年團進行室內裝修體驗，成員分為兩隊粉刷和裝飾4米×4米的房間，並自行組裝傢俱。每隊必須按各自房間的概念完成裝修。開始前進行測驗來決定選擇房間概念的次序，SUGA隊獲勝，選擇裝修A（淺灰色），並可得到工作人員的幫助，而Jin隊則是裝修B（深藍色）。 |                                              |        |                                                                                        |                |
| 149 | 防彈室內裝修 2 방탄 인테리어 2               | n/a    | Jin隊（Jin、j-hope、RM、V）．SUGA隊（SUGA、Jimin、柾國）                               | 2021年8月31日  |
| 成員繼續分組進行室內裝修體驗，由工作人員投票選出最好的房間，最後SUGA隊獲勝。 |                                              |        |                                                                                        |                |
| 150 | 錢的戰爭 酒店度假 1 쩐의 전쟁 호캉스 1       | n/a    | 個人賽                                                                                 | 2021年9月7日   |
| 防彈少年團在江南一酒店度假，他們透過四場遊戲來確定每個房間的分配。為成員提供特殊的客房服務菜單及一張未知限額的信用卡，並需完成任務：每人可從菜單中任點兩件東西，但必須按照他們進房間的順序點單，而且不知道食物預算是多少。當他們將信用卡餘額降至零或超過限額時，任務將結束。若他們達到前者，將可平分700萬韓元獎金。 |                                              |        |                                                                                        |                |
| 151 | 錢的戰爭 酒店度假 2 쩐의 전쟁 호캉스 2       | n/a    | 個人賽                                                                                 | 2021年9月14日  |
| 成員繼續在酒店度假，最終下單食物和遊戲累計801萬韓元，然後在剩下的時間單獨和彼此一起休息。最後，成員正確地猜測限額並獲得獎金。 |                                              |        |                                                                                        |                |
| 152 | 回憶的歌曲 1 추억의 노래 1                   | n/a    | 個人賽                                                                                 | 2021年9月21日  |
| 防彈少年團玩猜歌遊戲，並有機會重置所有過去集數尚未執行的懲罰和獎勵。第一場遊戲中，需根據一段簡短的音樂片段來猜測舊卡通主題曲的名稱。第二場遊戲是玩鋁板練歌房，兩首歌混合在一起，他們必須正確地唱出整個混合的相應部分和歌詞。如果答錯了，鋁板就會掉到他們的頭上。最終輸者必須和他選擇的一名成員陪同下穿過樂天世界塔的觀景天橋（541米高）。 |                                              |        |                                                                                        |                |
| 153 | 回憶的歌曲 2 추억의 노래 2                   | n/a    | 個人賽                                                                                 | 2021年9月28日  |
| 繼續上集的鋁板練歌房遊戲。第三場遊戲是挑戰50曲，隨機選擇其中一首歌曲，知道歌曲的成員可進行挑戰，分數達90分以上可增加累積分數，90分以下則遞減，例子：得95分可加5分，得87分則減3分。總成績最後由V得最高分，j-hope獲得第二名並獲得懲罰免除券。而最低分的SUGA則選擇RM陪同穿過樂天世界塔觀景天橋，並在天橋中間跳起歌曲〈Permission to Dance〉的舞蹈。 |                                              |        |                                                                                        |                |
| 154 | Finale 1 피날레 1                            | Jin    | n/a                                                                                    | 2021年10月5日  |
| 防彈少年團回顧節目過去的花絮，並按早前第144集《跑彈歌謠》中提及向歌迷進行對節目的問卷調查，猜測粉絲投票的排名結果。 之後再次進行歌迷想重新觀看的三個遊戲，包括和節目有關的問答題、拍照區遊戲、用水槍代替水炮的激烈討論。 |                                              |        |                                                                                        |                |
| 155 | Finale 2 피날레 2                            | n/a    | 個人賽                                                                                 | 2021年10月12日 |
| 成員繼續進行三個經典遊戲，贏取晚餐的食材。最後成員們說出對節目暫時休息的感受，並獲得製作組準備的回憶禮物。 |                                              |        |                                                                                        |                |

## 電視播放
2018年7月10日，Mnet宣佈從7月11日開始，連續八個星期三下午6時播出在網絡最受歡迎的八集，包括《來吧 MT是第一次吧?》（第27、28集）和《BTS x 守護天使》（第33、34集）。
Mnet在2020年8月6日宣佈作為暑假電視特輯，播放在2019-2020年間播出的集數中最受歡迎的八集，其中包括《100集特輯》（第100、101集）、《阿凡達料理王》（第102、103集）和《跑彈攝影展》（第104-106集），從8月6日開始每週四晚上8時播出這些情節。
2021年4月1日，韓國有線電視網絡JTBC宣佈播出HYBE Labels旗下藝人為期十週的春季特別節目內容，同日在JTBC2開始每週四晚上7點40分播出。《奔跑吧防彈》被列入防彈少年團的陣容。節目的第138和139集將首先在電視上首映，然後在Weverse和Vlive上播映。
2021年4月21日，節目與綜藝製作人羅暎錫的節目《出差十五夜》合作，此次合作總共有四集，第一及第三集內容在5月4日及11日通過V Live和Weverse公開，之後5月7日及14日在tvN和YouTube頻道《頻道十五夜》公開第二集及第四集。

## 獎項
- V Live Awards 2018：Best V Original

## 註解
1. ↑  Suga的告解在第6集：第2部分中播出。
2. ↑  2017年11月13日起，Rap Monster（韓語：랩몬스터）將藝名改為「RM」[15]。所以由本集起，片頭、字幕等會顯示名字為「RM」，部分集數因為是在改名前拍攝，所以成員還是稱呼「Rap Monster」
3. ↑  原本MC為Jin，因為柾國提出為第一名送出他的桌上電腦，Jin欲參與比賽而將MC交給柾國。後來因為柾國主持不太熟練，再次改回Jin當MC。而本集的懲罰也由柾國決定。
4. ↑  原本分組為金兄弟隊（Jin、RM、V），因三人的姓氏都是金氏，後來改回由Jin當MC，隊伍變為田柾國隊。
5. 1 2  Rappef為Rapper+Chef的意思
6. ↑  節目從本集開始可以在V Live及Weverse上收看。
7. 1 2  隊名中的百（： Baek），即100的韓國漢字，表示節目的第100集。而碩（： Seok）和珍（： Jin）則取自Jin的真實姓名。
8. 1 2  這集標題影射了背景設定在1900年代的韓國電視劇「請回答」系列–《請回答1997》、《請回答1994》、《請回答1988》
9. 1 2 3 4 5 6 7 8 9 10 11 12  由於SUGA進行了左肩手術，須暫停活動休養，因此沒有參與節目拍攝。[24]
10. ↑  防彈少年團先前在第124集《PD作家篇》中討論的項目。
11. ↑  第138集率先於2020年4月15日在JTBC2播出[31]
12. ↑  第139集率先於2020年4月22日在JTBC2播出[31]
13. ↑  以防彈村莊為背景的集數構成了「防彈村莊世界」（如本集所述）。《防彈村莊 朝鮮王朝》之前是《守護防彈村莊》（第48-49集）和《請回答 防彈村莊》（第121-122集）。

## 外部連結
- 奔跑吧防彈V Live官網 （页面存档备份，存于）（英文）（简体中文）（繁體中文）（日語）（越南文）（泰文）（印尼文）（西班牙文）